# تیکنکوت
تیکنکوت (به انگلیسی: Tickencote) یک روستا و محله مدنی در بریتانیا است که در راتلند واقع شده‌است. تیکنکوت ۶۷ نفر جمعیت دارد.